# 孔格羅梅雷特嶺
79°45′S 84°6′W / 79.750°S 84.100°W
孔格羅梅雷特嶺（英語：Conglomerate Ridge）是南極洲的山嶺，位於埃爾斯沃思地，處於布爾錫克山東南面7公里，長2公里，屬於赫里蒂奇嶺中索霍爾特峰的一部分，美國地質調查局根據測量和該國海軍的空中照片繪入地圖，現時由南極條約體系管理。